# Briton Ferry
Pour les articles homonymes, voir Briton.
Briton Ferry est une ville du Royaume-Uni. Elle est située dans la municipalité de Neath Port Talbot et dans l'état du Pays de Galles, dans la partie sud du pays, à 250 km à l'ouest de la capitale Londres. Briton Ferry est située à 25 mètres au-dessus du niveau de la mer et sa population est de 35 179 habitants.
Le terrain autour de Briton Ferry est vallonné au nord-est, mais au sud-ouest, il est plat. La mer est près de Briton Ferry au sud-ouest. Le point le plus élevé à proximité est de 183 mètres au-dessus du niveau de la mer, à 1 km à l'est de Briton Ferry. Briton Ferry est densément peuplée, avec 411 habitants par kilomètre carré. La grande communauté la plus proche est Swansea, à 8,6 km à l'ouest de Briton Ferry. La région autour de Briton Ferry est principalement densément peuplée.
Le climat de la région est tempéré. La température moyenne annuelle dans la région est de 8° C. Le mois le plus chaud est août, lorsque la température moyenne est de 15° C, et le plus froid est février, avec une moyenne de 0° C.